# Alan Carter (Tänzer)
Alan Carter (* 24. Dezember 1920 in London; † 30. Juni 2009 in Bournemouth) war ein englisch-deutscher Tänzer,  Ballettmeister, Ballettdirektor, Choreograf, Ballettpädagoge, Kostümbildner und Maler.

## Leben und Wirken
Alan Carter begann seine Ballettausbildung im Alter von neun Jahren. Er studierte unter anderem bei Serafina Astafieva und vor allem bei Nikolai Legat. Bereits 1936 wurde er als Tänzer in Ninette de Valois’ Vic-Wells Ballet (später umbenannt in Sadler’s Wells Theatre Ballet, heute Royal Ballet) aufgenommen. Er gehörte der Company ab 1937 als Solist bis 1947 an, unterbrochen vom Kriegsdienst in der Royal Air Force von 1941 bis 1946. Hier choreographierte er in diesem Jahr auch sein erstes Ballett The Catch. Von 1948 bis 1950 war er Leiter des vom Arts Councel of Great Britain ins Leben gerufenen, reisenden St. James‘s Ballet. Anschließend von 1951 bis 1952 war er als Ballettmeister und Choreograph für das Empire Theatre/Cinema in London tätig. Daneben arbeitete er von 1947 bis 1953 als Ballettmeister bei den Filmproduktionen Die roten Schuhe (1948), Hoffmanns Erzählungen (1951), Einladung zum Tanz und choreographierte The Man who loved Redheads. Alan Carter arbeitete auch für das Fernsehen, die Royal Command Performance und choreographierte Tänze für die London Palladium Show mit Norman Wisdom.
Von 1954 bis 1959 war Alan Carter Ballett-Direktor und Chefchoreograph der Bayerischen Staatsoper in München. In dieser Zeit begann er, Tanzbewegungen zu zeichnen und zu malen. Als Gast choreographierte er in Amsterdam und Tel Aviv. Von 1961 bis 1963 war er als Guest Professor of Classical Dance am Royal Ballet London tätig, für das er auch choreographierte. Außerdem choreographierte er gastweise für das Norwegische Ballett in Oslo. Von 1964 bis 1968 war Alan Carter Ballett-Direktor und Choreograph am Wuppertaler Opernhaus. Es folgten bis 1975 Engagements in Bordeaux, Istanbul, Helsinki, Reykjavik und Teheran. Von 1975 bis 1977 wirkte er als Künstlerischer Leiter der Elmhurst Residential Ballet School. Ab 1977 lebte Alan Carter in Bournemouth, wo er mit seiner Frau, der Tänzerin Julia Murthwaite, eine eigene Ballettschule führte. Für den Bournemouth Ballet Club produzierte er dort unter anderem Coppélia, Sleeping Beauty und The Planets and Seasons und choreografierte die Musicals My Fair Lady und Annie Get Your Gun für die Bournemouth & Boscombe Light Opera Company.
Alan Carter choreographierte in München die deutsche Erstaufführung von Benjamin Brittens Der Pagodenprinz (1958) und Hans Werner Henzes Undine (1959), auch eines der ersten deutschen Nachkriegs-Strawinsky-Ballettprogramme (Capriccio, Herr Orpheus und Feuilleton, 1957). Sein künstlerischer Nachlass ist geteilt; er wird im Deutschen Tanzarchiv Köln und, seine Tätigkeit in England betreffend, im Archiv der Royal Ballet School in London aufbewahrt.

## Einzelausstellungen
- 1961: Deutsches Theatermuseum, München
- 1967: Von der Heydt-Museum, Wuppertal (eröffnet von Kurt Peters)
- 1972: Sadler’s Wells Theatre, London (eröffnet von Dame Beryl Grey)
- 1973: Opernhaus, Oslo
- 1975: Staatstheater, Reykjavik
- 1981: Sadlers's Wells Theatre, London
- 1988: Poole Arts Centre, Bournemouth
- 1994: Fountain Fina Art Gallery, Llandeilo (Wales)
- 2003: Casa de Cultura, Calpe
- 2004: Studio 5, Javea